# Jake Forster-Caskey
Jake Dane Forster-Caskey (ur. 25 kwietnia 1994 w Southend-on-Sea) – angielski piłkarz występujący na pozycji pomocnika w Charlton Athletic.